# Zbigniew Herbert

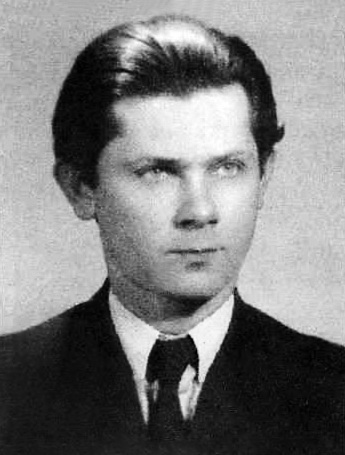
Zbigniew Herbert (1964)

Zbigniew Herbert (* 29. Oktober 1924 in Lwów, Polen; † 28. Juli 1998 in Warschau) war ein polnischer Lyriker, Dramatiker und Essayist. Er gehört zu den meistübersetzten Schriftstellern Polens.

## Leben
Zbigniew Herbert wurde 1924 in Lwów (heute Lwiw, Ukraine) geboren, sein Vater war Bankier. Während des Zweiten Weltkriegs begann er im Untergrund sein Studium der Polonistik und wurde in der Polnischen Heimatarmee militärisch ausgebildet. Während der deutschen Besatzung arbeitete er unter anderem als „Läusefütterer“ in Rudolf Weigls Institut für Fleckfieber- und Virusforschung. Vor der Ankunft der Roten Armee in Lemberg 1944 zog er nach Krakau, wo er ein Studium an der Handelsakademie in Krakau absolvierte. 1948 trat er dem Verband der Polnischen Literaten bei und veröffentlichte seine ersten Texte in der Zeitschrift „Tygodnik Wybrzeża“. 1949 zog er nach Toruń, wo er Jura studierte und als Journalist tätig war, 1950 dann für ein Philosophiestudium nach Warschau. Hier veröffentlichte er seine ersten Gedichte, unter anderem in der Zeitschrift Tygodnik Powszechny. Seine schriftstellerische Tätigkeit blieb jedoch zunächst überschaubar, da sie nicht dem sozialistischen Realismus entsprach und deswegen nur schwer veröffentlicht werden konnte. Mit der Proklamation des sozialistischen Realismus trat er auch aus dem Verband der Polnischen Literaten aus.
1956 setzte mit dem Polnischen Oktober in der Volksrepublik Polen eine Phase der kulturellen Liberalisierung ein, weswegen er seinen ersten Lyrikband Struna światła (Lichtstrahl, auch Lichtsaite oder Die Saite des Lichts) veröffentlichen konnte. Da er in der Zeit des sozialistischen Realismus viel geschrieben, aber wenig veröffentlicht hatte, konnte er schon im Jahr darauf seinen zweiten Lyrikband Hermes, pies i gwiazda (Hermes, Hund und Stern) publizieren. In diesen und weiteren Gedichtbänden verarbeitete Herbert die Erlebnisse des Krieges auf der Basis ethischer Werte, seine ironische Sprache verband er dabei mit neuartigen Metaphern. Bei allen inhaltlichen und sprachlichen Neuerungen waren seine Gedichte in der Form und in der Melodik an traditionellen Werken polnischer und europäischer Lyrik orientiert.

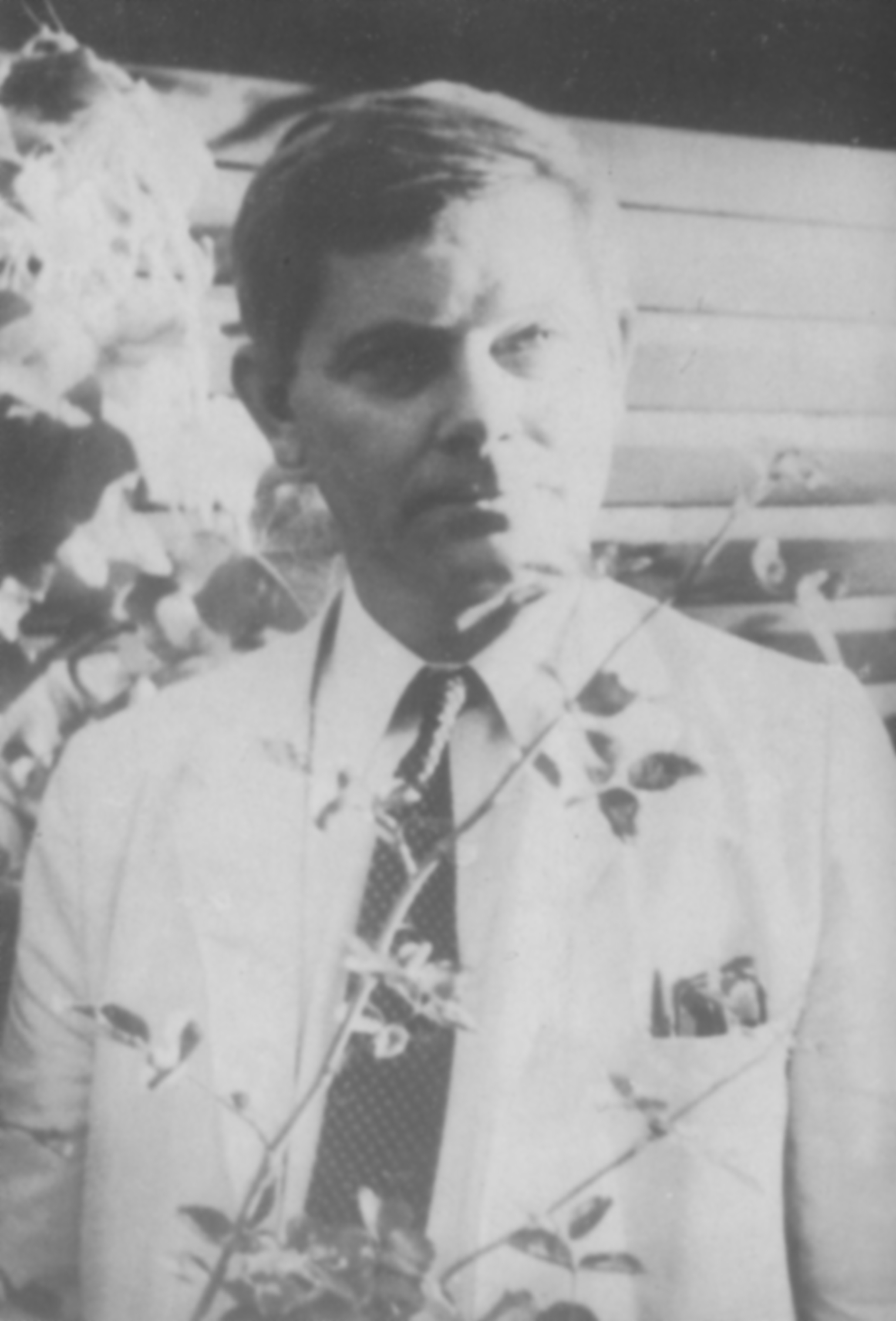
Herbert zu Beginn der 1980er

Ab 1958 unternahm er zahlreiche Reisen nach Westeuropa und in die Vereinigten Staaten, zunächst als Stipendiat des polnischen Ministeriums für Kunst und Kultur. Mit Beginn der Sechzigerjahre erlangte er zunehmend internationale Anerkennung, so wurde er etwa 1963 einer der ersten Preisträger des Kościelski-Preises. Czesław Miłosz übersetzte seine Werke ins Englische, Karl Dedecius ins Deutsche. Von 1967 bis 1970 lebte er in West-Berlin und war Teil der dortigen Kulturszene. 1968 heiratete er Katarzyna Dzieduszycka (1929–2025) in Paris. Den Rest seines Lebens verbrachte er wechselnd in Polen und Westeuropa. Als Gastwissenschaftler war er unter anderem an der California State University, Los Angeles, der West-Berliner Akademie der Künste und der Bayerischen Akademie der Schönen Künste in München tätig.
1975 gehörte er zu den Mitunterzeichnern des „Briefs der 59“, einer Protestaktion gegen vorgeschlagene Verfassungsänderungen, die unter anderem die führende Rolle der kommunistischen Partei und die ewige Freundschaft mit der Sowjetunion festschreiben sollten. Die folgenden Jahre hielt er sich im Ausland auf, überwiegend in Deutschland, Österreich und Italien. 1981 kehrte er nach Polen zurück, wo er für mehrere Zeitschriften aus dem Umfeld der Solidarność tätig wurde. Nach einem letzten längeren Auslandsaufenthalt ab 1986 kehrte er 1992 endgültig wieder nach Polen zurück. Am 28. Juli 1998 starb Zbigniew Herbert im Alter von 73 Jahren in Warschau. Er wurde auf dem Powązki-Friedhof beigesetzt, an seiner Beerdigung nahmen unter anderem die Literaturnobelpreisträger Czesław Miłosz und Wisława Szymborska teil.

## Werk
Herberts dichterische Arbeit wird in drei Schaffensperioden eingeteilt: In der Zeit von 1956 bis 1974 verarbeitet er primär die Erfahrungen des Zweiten Weltkriegs und den mit dem Aufbau der sozialistischen Diktatur verbundenen Terror. In der Phase von 1974 bis 1983 ist die Suche nach der eigenen Identität – verbunden mit seinem literarischen Alter Ego Pan Cogito (Herr Cogito) – abgeschlossen. Die letzte Periode von 1983 bis zu seinem Tod 1998 ist durch die politische Entwicklung in Polen sowie seine Krankheit und den kommenden Tod geprägt.
Als bedeutendstes Werk Herberts gilt der 1974 erschienene Gedichtband Pan Cogito (Herr Cogito), Herr Cogito „verkörpert die Zerrissenheit zwischen dem Empfinden der Wirklichkeit und der Sehnsucht nach Ruhm“. Während sich die ersten Gedichte des Bandes mit der Identitätsfindung und Themen wie dem Verlust der Heimatstadt Lwów beschäftigen, stellt er in den letzten beiden Werken klare Verhaltensanweisungen zum Leben im autoritären System auf: Er fordert den Leser auf, „Zeugnis abzulegen“, macht sich jedoch keine Hoffnung, dass dies jemals zum Erfolg führen wird.

## Auszeichnungen und Mitgliedschaften
Seine Arbeit, darunter der Essayband Barbarzyńca w ogrodzie (Ein Barbar in einem Garten, 1962) und der zuerst in Paris erschienene Gedichtband Raport z oblężonego miasta (Bericht aus einer belagerten Stadt, 1983), wurde mit einer Reihe internationaler Literaturpreise gewürdigt, darunter der Kościelski-Preis (1963), der Herder-Preis (1973), der Petrarca-Preis (1979), der Samuel-Bogumil-Linde-Preis (1997), der Jerusalem-Preis (1991) und der Preis der Stadt Münster für Europäische Poesie (1997). Seit 1974 war er Mitglied der Akademie der Künste (West-Berlin), seit 1986 Mitglied der Deutschen Akademie für Sprache und Dichtung, seit 1990 Mitglied der American Academy of Arts and Letters und seit 1993 Mitglied der American Academy of Arts and Sciences.
Postum wurde er mit dem Orden des Weißen Adlers ausgezeichnet. Präsident Aleksander Kwaśniewski hatte dies bereits 1998 vorgeschlagen, doch Herberts Witwe Katarzyna lehnte die Ehrung ab. Nach einer zweiten Initiative von Lech Kaczyński 2007 stimmte die Witwe der Auszeichnung jedoch zu. Die Zbigniew-Herbert-Stiftung verleiht seit 2013 den Internationalen Zbigniew-Herbert-Literaturpreis.

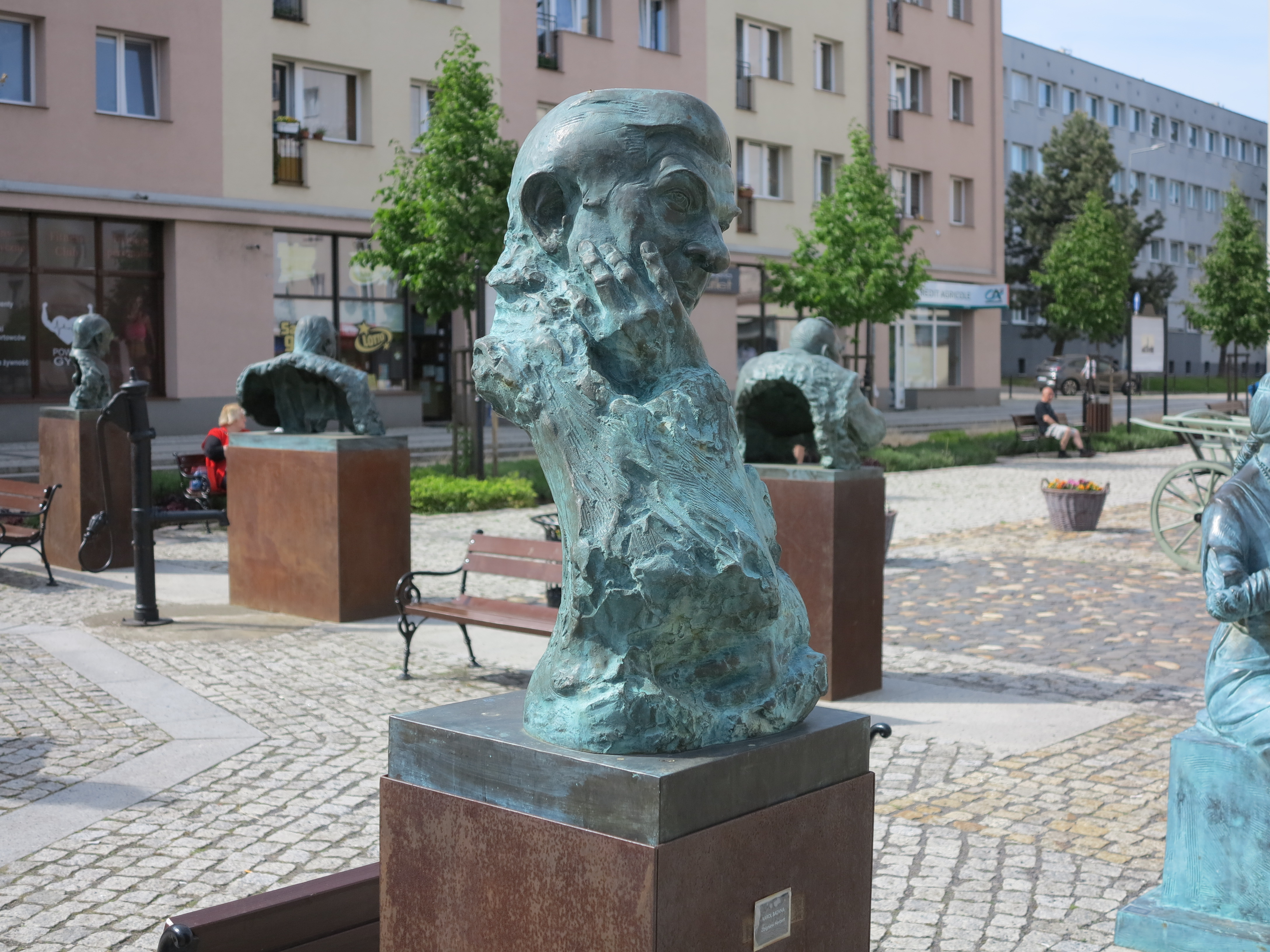
Zbiegniew Herbert – Portraitbüste von Karol Badyna auf dem Oberen Markt von Lwówek Sląski

## Schriften in deutscher Übersetzung
- Ein Barbar in einem Garten. Suhrkamp, Frankfurt am Main 1965.
- Inschrift. Suhrkamp, Frankfurt am Main 1973.
- Stilleben mit Kandare. Skizzen und Apokryphen. Aus dem Polnischen von Klaus Staemmler. Suhrkamp, Frankfurt am Main 1994.
- Rovigo. Gedichte. Aus dem Polnischen von Klaus Staemmler. Suhrkamp, Frankfurt am Main 1995.
- Gewitter Epilog. Gedichte. Suhrkamp, Frankfurt am Main 2000.
- Herrn Cogitos Vermächtnis. 89 Gedichte. Suhrkamp, Frankfurt am Main 2000.
- Der gordische Knoten. Drei Apokryphen. Friedenauer Presse, Berlin 2001.
- Der Tulpen bitterer Duft. Insel-Bücherei 1215, Insel Verlag, Frankfurt am Main und Leipzig 2001 (Sonderausgabe; ursprünglich Teil von Stilleben mit Kandare)
- Im Vaterland der Mythen: Griechisches Tagebuch. Insel Taschenbuch, Frankfurt am Main und Leipzig 2001.
- Gesammelte Gedichte. Hg. Ryszard Krynicki. Nachwort von Michael Krüger. Aus dem Polnischen von Henryk Bereska, Karl Dedecius, Renate Schmidgall, Klaus Staemmler, Oskar Jan Tauschinski. Suhrkamp, Berlin 2016.

## Sekundärliteratur
- Walter Kroll in Harenberg Lexikon der Weltliteratur. Band 3. Dortmund 1995, ISBN 3-611-00338-7, S. 1314
- David Foster Wallace: Herr Cogito. In: ders.: Der Spass an der Sache. Alle Essays. Köln 2018, ISBN 978-3-462-04989-3, S. 301.
- Marlene Bainczyk-Crescentini: Zbigniew Herbert und Europa. Peter Lang, Berlin u. a. 2018, ISBN 978-3-631-76278-3.
- Anna Małgorzewicz u. a. (Hrsg.): Zbigniew Herbert – ein Dichter zwischen den Kulturen. Neisse-Verlag, Dresden 2021, ISBN 978-3-86276-313-9.

## Gespräche
- Zbigniew Herbert: Gespräch über das Schreiben von Gedichten. In: Sinn und Form. Heft 4/2005, S. 535–542.
- Zbigniew Herbert: Die Kunst der Empathie. Gespräch mit Renata Gorczynska. In: Sinn und Form. Heft 5/2004, S. 595–605.